# 西园 (昆明市)
西园位于中华人民共和国云南省昆明市西山区碧鸡街道龙门社区苏家村西园隧道旁的一处园林别墅，西靠西山，东临滇池，环境优美。西园始建于民国三十二年（1943年），原为民国时期云南省政府主席卢汉的私人别墅，总占地面积约200余亩，主体建筑为法式风格别墅，建筑面积约600平方米。西园建成后，成为卢汉避暑和招待军政要员的地方。中华人民共和国成立后，由云南省人民政府接待处管理使用，曾接待多位国内外政要。
西园作为昆明地区近现代典型风格建筑和名人旧居，具有较高的建筑艺术和历史价值。2003年公布为西山区文物保护单位，2011年公布为昆明市文物保护单位，2012年被云南省人民政府公布为省级文物保护单位。